# Justo Ruiz Luna
Justo Ruiz Luna (Cádiz, 1865-Cádiz, 1926) fue un pintor español.

## Biografía

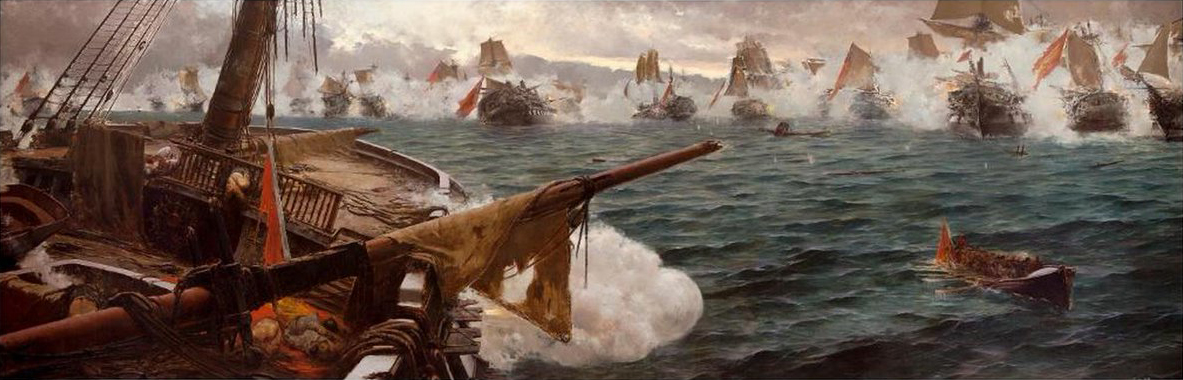
Combate naval de Trafalgar

Nació en Cádiz. Se formó en la Escuela de Bellas Artes y se mudó a Roma con su amigo Salvador Viniegra. En la capital trabajó con José Villegas, que fue su maestro. Concurrió en la Exposición Nacional de Bellas Artes en varias ocasiones; en la decimotercera edición, la de 1890, recibió la primera medalla por su Combate naval en Trafalgar. Tomó parte también en las exposiciones internacionales de Múnich y Barcelona.
Falleció en 1926.

## Obras
Varias de sus obras se exponen en el Museo del Prado. Sus cuadros más importantes los pintó en el último cuarto del siglo XIX:
- Combate naval de Trafalgar
- Amanecer
- El Arco de Tito en Roma
- El Coliseo en Roma
- El foro romano
- Pescando
- Estudio de roca
- Castillo de Sant'Angelo en Roma
- Santo Stefano